# Фар Край
«Фар Край» (англ. Far Cry) — экранизация компьютерной игры Far Cry, выход которой состоялся 2 октября 2008 года. Режиссёр — Уве Болл, в главной роли — Тиль Швайгер.

## Сюжет
Бывший спецназовец Джек Карвер зарабатывает на жизнь, катая на небольшом баркасе "Медуза" немногочисленных экотуристов, желающих поглазеть на изредка заходящих в залив китов. Первых мало, вторых ещё меньше, так что большую часть времени Джек просто пьянствует. Всё меняется в одночасье, когда Джека нанимает некая девушка. Тут же выясняется, что она вовсе не очередная туристка, а журналистка Валери Кардинал. Её интересует близлежащий закрытый от посещений остров, на котором расположен тщательно охраняемый военный объект. Она хочет, чтобы Джек на своей лодке доставил её до острова, подождал на рейде и увёз обратно. Однако Джеку вовсе ни к чему неприятности и он наотрез отказывается. Тогда Валери вынуждена объяснить Джеку, почему обратилась именно к нему: на военном объекте работает её дядя и бывший сослуживец Джека - Макс Кардинал. Валери должна встретиться с ним на острове и, зная, что никто другой не согласится пойти на риск, было решено обратиться к Джеку. После долгих уговоров Джек всё же соглашается доставить Валери на остров. Кроме того, Валери переживает, что дядя не ответил на последние сообщения и ей дополнительно нужно удостовериться, что с ним всё в порядке.
Однако с Максом не всё в порядке. Служба безопасности отследила его попытку передать информацию в прессу и теперь он арестован. На острове, на который пытается попасть Валери, главный антагонист фильма, Доктор Кригер, создаёт из людей почти неуязвимых и обладающих нечеловеческими физическими способностями генно-модифицированных солдат. Побочным эффектом модификации является крайняя агрессивность мутантов, не позволяющая ими управлять. Заказчик из Министерства обороны, генерал Родерик, взбешён и предупреждает о прекращении финансирования исследований, если Кригер не создаст мутанта, способного исполнять приказы. В попытке достичь цели Кригер проводит модификацию Макса Кардинала. У антагониста есть двое подручных - Катя Чернова и командир военизированной охраны Паркер. В отличие от преданной Кригеру Черновой, Паркер против бесчеловечных и незаконных экспериментов, а кроме того был в хороших отношения с Максом до его превращения, однако, будучи военным, вынужден подчиняться приказам Кригера.
Ночью Джек высаживает Валери на остров, и та отправляется на поиски своего дяди. Однако в условленном месте Валери ждёт вовсе не дядя, а Чернова и охрана. Заметив баркас на рейде Чернова отдаёт приказ о его уничтожении. Ни о чём не подозревающий Джек, ждущий Валери, вдруг видит как со стороны берега отделилась и быстро движется в его сторону реактивная граната. Благодаря молниеносной реакции Джек успевает перевалиться за борт за секунду до взрыва. Теперь Джеку остаётся один путь: на остров. Обезвредив охрану, Джек угоняет джип, в который погрузили Валери. Протагонистам удаётся уйти от погони, но джип разрушен. Блуждая по лесу они натыкаются на брошенную хижину и пережидают в ней ночь.
С рассветом протагонисты возобновляют движение и Джек объявляет план: пробраться в док военного объекта на противоположной стороне острова и постараться раздобыть лодку. Для того, чтобы добыть транспорт Джек устраивает импровизированную засаду на дороге, использовав в качестве приманки Валери. Засада успешна и, связав двух солдат и переодевшись в их форму, Джек, спрятав Валери в фургоне, едет прямо на базу Кригера. Маскарад помогает преодолеть посты охраны и Джек собирается на поиски лодки, однако Валери сообщает, что не поплывет обратно, пока не узнает, что случилось с её дядей. Разозлившись, Джек уходит, а Валери вскоре обнаруживают солдаты. Её конвоируют к Кригеру. Тем временем Джек находит катер, и пытаясь им завладеть, случайно спасает жизнь его хозяину Эмилио, которого за секунду до этого собирался убить. На поднятый шум сбегается охрана и Джек с Эмилио вынуждены спасаться на катере бегством. В этот раз оторваться от преследования не удалось.
Попавшим в лапы Кригера Валери, Джеку, а теперь и Эмилио открывается страшная правда об экспериментах на острове. Кригер применяет против Джека и Эмилио свой новый прототип генно-модифицированного солдата созданный из Макса. Кригер требует от Макса убить Джека и Эмилио, но Макс сумел воскресить свои подлинные воспоминания и не выполнил приказ. Кригер выпускает агрессивные результаты неудачных экспериментов, чтобы завершить дело, но Макс защищает своего бывшего сослуживца и его случайного компаньона, прикрывая их побег. Однако мутантов слишком много, и Макс не способен сдержать их в одиночку. Мутанты вырываются из лаборатории и на базе начинается полный хаос. Паркер докладывает Кригеру о невозможности удержать ситуацию под контролем и необходимости эвакуации. Кригер запрещает её, требуя держать оборону не считаясь с потерями, но Паркер отказывается исполнять этот приказ. После этого Кригер приказывает Черновой ликвидировать Паркера.
Эмилио бежит искать плавсредство для побега с острова, а Джек - спасать Валери. Чернова убивает Паркера, а его солдаты перебиты мутантами и наёмниками Черновой. Доктор Кригер забирает всё необходимое и решает покинуть остров на лодке с Черновой и Валери, но Джек разрушает эти планы, захватывая Кригера в заложники и требуя у Черновой обмен на Валери. Происходит перестрелка, в ходе которой Джек получает ранение, но в безнадёжной ситуации на помощь Джеку вновь приходит Макс. Макс расправляется с охраной Кригера, но Чернова убивает Макса. Умирая, Макс успевает свернуть шею Черновой.
Кригер, воспользовавшись суматохой, сбежал на пристань, но лодки на причале не обнаружил, потому что её угнал Эмилио. Эмилио подбирает Джека и Валери, и втроём они покидают остров. К беспомощному и одинокому Кригеру по причалу бегут оставшиеся в живых генно-модифицированные солдаты.
Спустя некоторое время Джек залечил раны и вновь встретился в порту с Валери. Валери сообщила, что опубликовать её статью об острове изданию не позволили правительственные спецслужбы. Джек в ответ показал ей свою яхту, объяснив, что получил хорошую страховку за старый баркас, а ещё у него новый помощник капитана, который к тому же очень недурно готовит. После этих слов на палубу выходит улыбающийся во все тридцать два зуба Эмилио. Валери и Джек прощаются. Напоследок Джек спрашивает Валери, увидятся ли они завтра и Валери, со счастливой улыбкой на лице, отвечает твёрдым согласием.

## Производство
Инициатива снять фильм по мотивам игры принадлежит самому Уве Боллу, который получил права на фильм по Far Cry даже ещё до того, как игра была выпущена. В интервью, данном в октябре 2006 года, Уве Болл сказал, что производство фильма по Far Cry начнётся в мае 2007 года.
Интернет-знаменитости Заикающийся Крэйг (англ. Stuttering Craig) и Красавчик Том (англ. Handsome Tom) из ScrewAttack в течение месяца пытались собрать деньги для того, чтобы купить часть мест на дополнительные роли (англ. extra), которые Уве Болл создал специально для того, чтобы продать их через Интернет-аукцион. 4 июля Заикающийся Крэйг объявил через подкаст ScrewAttack, что Уве Болл прислал ему электронное письмо, в котором сообщил, что они включены в состав актёров, исполняющих дополнительные роли.

## В ролях
| Актёр           | Роль                   |
| --------------- | ---------------------- |
| Тиль Швайгер    | Джек Ка́рвер            |
| Эммануэль Вожье | Ва́лери Кардина́л        |
| Наталья Авелон  | Катя Чернова           |
| Удо Кир         | доктор Лукас Кригер    |
| Крэйг Фэйрбрасс | наёмник Джейсон Паркер |
| Крис Коппола    | Эмилио                 |
| Майкл Паре      | Пол Саммер             |
| Ральф Мёллер    | Макс Кардинал          |
| Джей Бразо      | Ральф                  |
| Майк Допуд      | сержант Райдер         |
| Эдриан Холмс    | рядовой Шраттер        |
| Дон С. Дэвис    | генерал Родерик        |
| Тайрон Лейтсо   | учёный                 |
| Майкл Роджерс   | наёмник Келли          |
| Майкл Беняер    | наёмник Смит           |
| Клинт Говард    | в титрах не указан     |